# 1620-talet

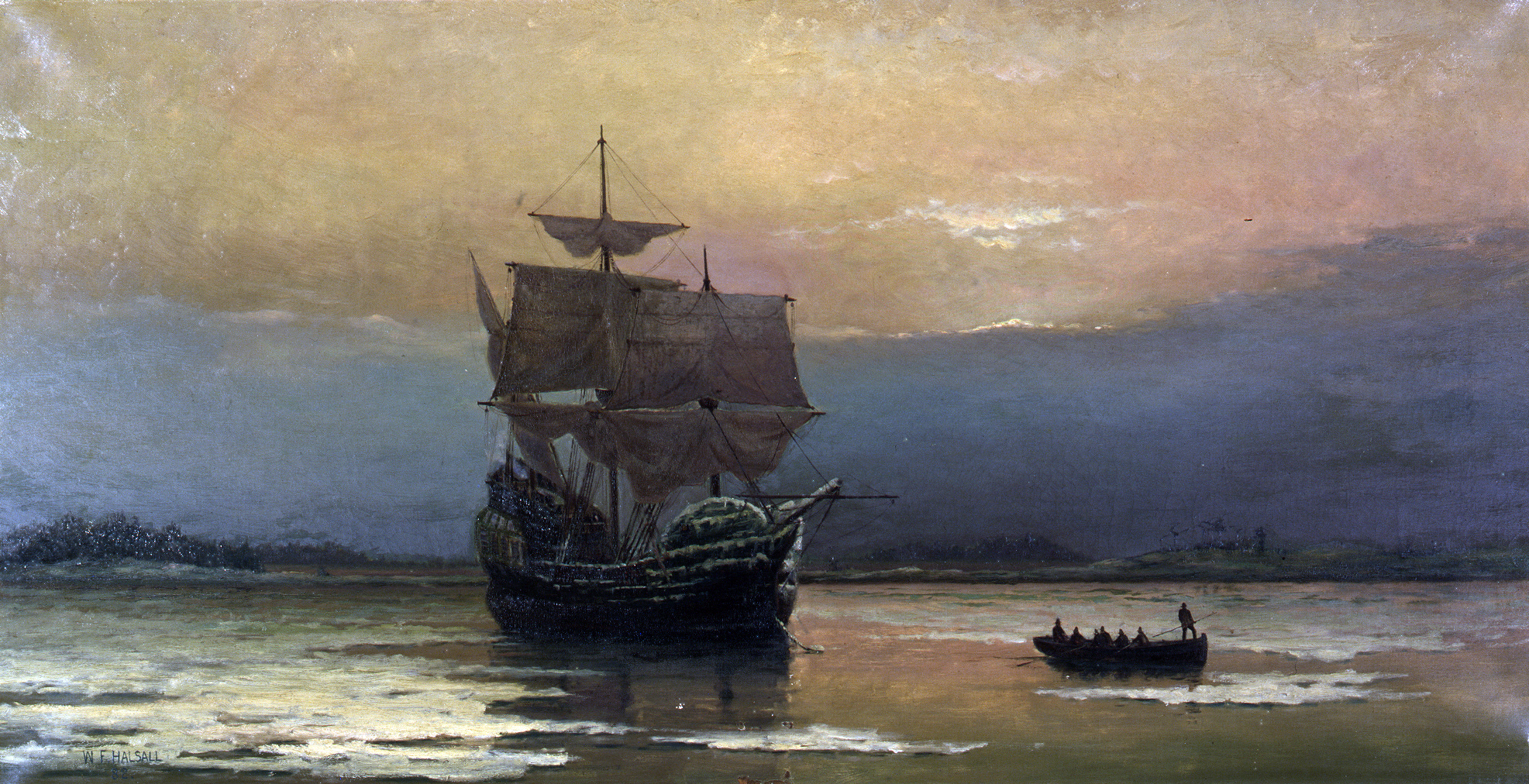
1620 reste engelska puritaner från England till Amerika med båten Mayflower.

## Händelser
- 1620 - Engelska puritaner reser från England till Amerika med båten Mayflower.
- 1621 - Sverige erövrar Riga. Livland kommer att vara svenskt till 1721.
- 1628 - Regalskeppet Vasa kapsejsar och sjunker under sin jungfrufärd i Stockholm.

- Trettioåriga kriget pågår för fullt. Sverige beslutar 1628 att gå med, men inträdet sker först 1630.

## Födda
- 1623 - Blaise Pascal, fransk matematiker.

## Avlidna
- 28 januari 1621 – Paulus V, påve.
- 31 maj 1621 – Filip III av Spanien, kung av Spanien och kung av Portugal.
- 25 januari 1622 – Karl Filip, prins av Sverige.
- 8 juli 1623 – Gregorius XV, påve.
- 26 februari 1625 – Anna Vasa, prinsessa av Sverige.